# 高清水城
高清水城（たかしみずじょう）は、宮城県栗原市字東館（旧・高清水町）にあった日本の城。戦国大名・大崎氏の居城だった。奥羽山脈から東へ延びる築館丘陵の末端部に位置し、沖積平野に面した標高20メートル程の緩やかで平坦な微高地に造られていた。

## 歴史
延文元年（1356年）に大崎（高泉）持家が築城したとする伝えと、天文年間（1532年-1554年）に大崎直堅が築いたとする伝えがあるという。城跡の発掘調査では、天文の頃に城があったと考えられたが、延文の築城は真偽不明とされた（後述）。
豊臣秀吉の奥州仕置によって大崎氏が改易されると、木村吉清が新領主となる。伊達政宗の煽動により葛西大崎一揆が発生すると、高清水城は一揆勢に攻略されたが、秀吉より一揆鎮圧を命じられた政宗によって奪還された。
一揆鎮圧後、政宗が転封されて岩出山城に移ると、高清水城も伊達氏の所領となり、慶長9年（1604年）10月、涌谷城主・亘理重宗に隠居領として与えられる。慶長11年（1606年）、政宗の庶子・宗根に重宗の末娘を嫁がせて婿養子とし、隠居領と併せて亘理氏の名跡を継がせることになった（高清水亘理家。のちに佐沼亘理家）。
宝暦7年（1757年）に第5代・亘理倫篤が佐沼城に移されると、高清水城には石母田興頼が宮崎城から入り、石母田氏の居城として幕末に至った。

## 城跡
2重の堀がめぐり、東西約400メートル×南北約250メートルの長方形を呈する城跡が推定されている。1998年（平成10年）に当時の高清水中学校の体育館新設事業に伴い高清水町教育委員会が発掘調査を行い、馬出とみられる溝や堀・井戸など、中世から近世にいたる城郭遺構を確認した。この調査で検出された遺構とその年代は、延文元年（1356年）築城説を裏付けるには根拠として乏しいが、少なくとももう1つの築城年代説である天文年間（1532年-1554年）には城が構築されていたことを示すものとなった。さらにその下からは平安時代の掘立柱建物跡なども見つかり、城の構築以前には古代集落が存在したことがわかった。
現在、遺構の大半は土中埋没しているが、堀跡の一部は「高清水城外濠公園」となっている。また、城跡の一部は高清水中学校の校地として利用されてきたが、中学校が2019年（平成31年）に閉校したことに伴い、栗原市は中学校跡地を「高清水城址公園」として整備する構想を計画している。